# José Luis Aguirre Larrauri
José Luis Aguirre Larrauri (València, 1961) és un enginyer agrícola i polític valencià, conseller d'Agricultura, Ramaderia i Pesca de la Generalitat Valenciana entre 2023 i 2024 al Consell presidit per Carlos Mazón.
Diplomat per la Universitat Politècnica de València, Aguirre ha estat vicepresident del Col·legi Oficial d'Enginyers Tècnics Agrícoles i professionalment ha dirigit un despatx professional des d'on realitzava projectes i valoracions d'explotacions agrícoles, ramaderes i agroindustrials. També ha estat actiu en l'alta societat valenciana com a membre de l'Ordre de Malta i el seu representant a València i director gerent de la Gran Associació de Beneficència, una entitat històrica de caràcter caritatiu i catòlic.
Inicia la seua carrera política l'any 2019 quan és triat diputat a les Corts Valencianes per Vox i exerceix de portaveu a la Comissió d'Agricultura i Medi Ambient des d'on va qüestionar les polítiques encaminades a mitigar els efectes del canvi climàtic o les limitacions de la normativa fitosanitària de la Unió Europea. A més és vicepresident provincial de Vox a València. Va revalidar l'escó a les Corts a les eleccions de 2023 i l'acord de govern amb el Partit Popular per a dirigir el Consell de la Generalitat Valenciana li va permetre encarregar-se de la conselleria d'Agricultura, Ramaderia i Pesca a proposta del seu partit.